# Humanitismo
Humanitismo é nome da filosofia fictícia criada por Joaquim Borba dos Santos, o Quincas Borba, um dos mais célebres personagens de Machado de Assis, que é exposta fundamentalmente no romance Quincas Borba e de forma secundária em Memórias Póstumas de Brás Cubas.
A seguir o trecho do livro em que o mesmo explica sua filosofia ao personagem Rubião:
 - Não há morte. O encontro de duas expansões, ou a expansão de duas formas, pode determinar a supressão de uma delas; mas, rigorosamente, não há morte, há vida, porque a supressão de uma é princípio universal e comum. Daí o caráter conservador e benéfico da guerra. Supõe tu um campo de batatas e duas tribos famintas. As batatas apenas chegam para alimentar uma das tribos que assim adquire forças para transpor a montanha e e ir à outra vertente, onde há batatas em abundância; mas, se as duas tribos dividirem em paz as batatas do campo, não chegam a nutrir-se suficientemente e morrem de inanição. A paz nesse caso, é a destruição; a guerra é a conservação. Uma das tribos extermina a outra e recolhe os despojos. Daí a alegria da vitória, os hinos, aclamações, recompensas públicas e todos os demais feitos das ações bélicas. Se a guerra não fosse isso, tais demonstrações não chegariam a dar-se, pelo motivo real de que o homem só comemora e ama o que lhe é aprazível ou vantajoso, e pelo motivo racional de que nenhuma pessoa canoniza uma ação que virtualmente a destrói. Ao vencido, ódio ou compaixão; ao vencedor, as batatas.
 - Mas a opinião do exterminado?
 - Não há exterminado. Desaparece o fenômeno; a substância é a mesma. Nunca viste ferver água? Hás de lembrar-te que as bolhas fazem-se e desfazem-se de contínuo, e tudo fica na mesma água. Os indivíduos são essas bolhas transitórias.
— Quincas Borba, Capítulo VI

## Uso
O "Humanitismo" do filósofo Quincas Borba expõe as dúvidas e perguntas do discípulo e as respostas rápidas e prontas do mestre, em oposição à maiêutica socrática. Surge pela primeira vez na prosa machadiana no Capítulo 157 de Memórias Póstumas de Brás Cubas, recebendo um adendo no Capítulo 141, para comentar uma briga de cães (também é comentada bem antes, no Capítulo 109, numa conversa entre Quincas Borba e o próprio Brás Cubas). A partir disso, as ideias humanitistas acompanham Brás Cubas até o final do livro. A exposição é retomada, para um novo interlocutor e de forma mais explícita, no Capítulo 6 de Quincas Borba. Rubião, este novo interlocutor, ao contrário de Cubas, que era adepto da filosofia e sempre procurava questioná-la, não compreendia suas concepções e considerava Borba um doido—passando a entender a fórmula "ao vencedor, as batatas" só ao retornar a sua cidade natal no fim de sua vida.

## Interpretação
Para os críticos, o "Humanitismo" constitui-se da ideia "do império da lei do mais forte, do mais rico e do mais esperto". Antonio Candido escreveu que a essência do pensamento machadiano é "a transformação do homem em objeto do homem, que é uma das maldições ligadas à falta de liberdade verdadeira, econômica e espiritual." Os críticos notam que o "Humanitismo" de Machado não passa de uma sátira ao positivismo de Auguste Comte e ao cientificismo do século XIX e à teoria de Charles Darwin acerca da seleção natural. Desta forma, a teoria do "ao vencedor, as batatas" seria uma paródia da ciência da época de Machado e sua divulgação, uma forma de desnudar ironicamente o caráter desumano e anti-ético da "lei do mais forte".
A filosofia de Quincas Borba afirma que a substância da qual emanam e para qual convergem todas as coisas é Humanitas, e que a inveja não passa do "nobre sentimento" de contemplação, nos outros, das qualidades de Humanitas. O "Humanitismo", enxerga a guerra como forma da seleção dos mais aptos. Humanitas se projeta por meio de quatro fases: a estática, anterior à criação; a expansiva, início das coisas; a dispersiva, surgimento do homem, e a contrativa, absorção do homem na substância original. A filosofia exclui o sexo e o sofrimento, considerando o Cristianismo uma "moral de fracos" (clara intertextualidade às teorias de Nietzsche), a mulher um ser inferior, e tudo no mundo como algo bom, sendo a única coisa ruim o não nascer. No Capítulo 157 de Memórias Póstumas de Brás Cubas, o "Humanitismo" se proclama "a única verdade", negando a verdade essencial do Budismo, Bramanismo, Islamismo, Cristianismo e de todos os sistemas e crenças da história da humanidade.